# Sancoins
Sancoins je naselje in občina v osrednjem francoskem departmaju Cher regije Center. Leta 2005 je naselje imelo 3.618 prebivalcev.

## Geografija
Kraj leži v pokrajini Berry ob reki Aubois in vodnem kanalu de Berry, 42 km jugovzhodno od Bourgesa.

## Uprava
Sancoins je sedež istoimenskega kantona, v katerega so poleg njegove vključene še občine Augy-sur-Aubois, Chaumont, Givardon, Grossouvre, Mornay-sur-Allier, Neuilly-en-Dun, Neuvy-le-Barrois, Sagonne, Saint-Aignan-des-Noyers in Vereaux s 5.744 prebivalci.
Kanton Sancoins je sestavni del okrožja Saint-Amand-Montrond.

## Zanimivosti
- cerkev sv. Martina, prenovljena v 19. stoletju,
- ruševine gradu Jouy iz 14. stoletja
- stolp Ivane Orleanske iz 16. stoletja.